# Strategies Against Architecture 2
Strategies Against Architecture 2 – album niemieckiej awangardowo-eksperymentalnej grupy Einstürzende Neubauten, wydany w 1993 roku.

## Utwory
- 1 : Abfackeln! 	- 3:31
- 2 : Partynummer (live) 	- 1:36
- 3 : Z.N.S. 	- 5:41
- 4 : Merle (Die Elektrik)	- 2:22
- 5 : Intermezzo/Yü-Gung (live) 	- 6:19
- 6 : Seele Brennt 	- 4:12
- 7 : Blutvergiftung 	- 1:51
- 8 : Sand 	- 3:31
- 9 : Kangolicht 	- 4:16
- 10 : Armenia (live) 	- 4:42
- 11 : Ein Stuhl in der Hölle 	- 2:09
- 12 : Vanadium I Ching 	- 4:55
- 13 : Leid und Elend (live) - 	4:34
- 14 : DNS-Wasserturm 	- 6:28
- 15 : Armenia II (live) 	- 3:46
- 16 : Fackeln! 	- 1:56
- 17 : Ich bin's 	- 3:22
- 18 : Hirnlego 	- 3:09
- 19 : Wardrobe 	- 2:40
- 20 : Bildbeschreibung 	- 9:20
- 21 : Haus der Lüge 	- 4:41
- 20 : Jordache 	- 0:26
- 23 : Kein Bestandteil sein (alternative ending) 	- 6:44

## Skład
- Blixa Bargeld
- N.U. Unruh
- Alexander Hacke
- Marc Chung
- F.M. Einheit